# 31A busz (Pécs)
A pécsi 31A jelzésű autóbusz Meszest, Mecsekszabolcs nyugati részét, valamint a Hősök terét kapcsolja össze a Belvárossal. A vasútállomástól indul, majd végighalad a 6-os és a 66-os főúton, így éri el a Hősök terét. A 31-essel felváltva átlagosan 15-20 percenként közlekedik. 50 perc alatt teszi meg a 23 km-es utat.

## Története
2013. szeptember 2-án vezették be a 17-es járatot, mely a korábbi 31-es járat visszavágásával jött létre.
1945. október 1-jén indult az első járat a Széchenyi tér – Hősök tere útvonalon. Majd a Széchenyi téri végállomás megszűnésével a járat végállomása átkerült előbb a Kossuth térre, majd Főpályaudvarra.
1987. január 1-jétől 31-es járat útvonala a Felsővámház utcáról a Zsolnay Vilmos útra helyeződött át. A 80-as években a vonal meghosszabbodott a György-aknáig, és 31A járatok közlekedtek a Hősök teréig.
1995. október 2-ától a 31-es járat végállomása Árpádtető lett. 1996. december 9-től 2004-ig 31C jelzéssel újra közlekedett járat a György-aknáig.
2013. szeptember 2-től a 31-es járatcsalád megszűnt: a 31-es megrövidült, és csak a Budai Állomás és Árpádtető között közlekedik 17-es jelzéssel, (a Hősök teréig a 12-es járattal megegyező útvonalon), a 31A járat pedig 4-es jelzéssel meghosszabbodott Uránvárosig.

## Útvonala
| Főpályaudvar – Árkád - Budai Állomás – Hősök tere:                                                   | Hősök tere – Budai Állomás – Árkád - Főpályaudvar:                                                   |
| --- | --- |
| - Főpályaudvar, Indóház tér - Szabadság út - Rákóczi út - Zsolnay Vilmos út - Komlói út - Hősök tere | - Hősök tere - Komlói út - Zsolnay Vilmos út - Rákóczi út - Szabadság út - Főpályaudvar, Indóház tér |

## Megállóhelyei
| 31A (Főpályaudvar – Hősök tere) |                         |          | |                                                                                              |
| Perc (↓)                        | Megállóhely             | Perc (↑) | Átszállási kapcsolatok a járat megszűnésekor                                                                                           | Létesítmények                                                                                |
| 0                               | Főpályaudvar végállomás | 25       | 3, 4, 6, 7, 30, 31, 32, 33, 34, 35, 35A, 36, 37, 38, 38A, 39, 40, 41, 42, 43, 50, 71, 103, 106, 107, 161, 162 · Főpályaudvar           | Vasútállomás, MÁV Területi Igazgatósága, Autóbusz-állomás                                    |
| 3                               | Zsolnay-szobor          | 22       | 2, 2A, 3, 4, 6, 7, 20, 20A, 27, 30T, 31, 32, 34, 35, 35A, 36, 37, 38, 38A, 39, 40, 43, 71, 72, 103, 106, 107, 113Y, 114, 115, 161, 162 | Postapalota, OTP, ÁNTSZ, Megyei Bíróság, Zsolnay-szobor                                      |
| 6                               | Árkád                   | 19       | 2, 2A, 3, 4, 6, 7, 20, 20A, 27, 31, 38, 38A, 39, 40, 43, 71, 72, 103, 106, 107, 113Y, 114, 115, 161, 162                               | Árkád, Konzum áruház, Anyakönyvi Önkormányzat, APEH, Skála                                   |
| 8                               | 48-as tér               | 17       | 2, 2A, 20, 20A, 21, 31, 43, 60, 113Y, 114, 115                                                                                         | Egyetemi kollégium, Egyesített Egészségügyi Intézmény kirendeltsége, EKF kulturális negyed   |
| 10                              | Zsolnay Negyed          | 15       | 2, 2A, 20, 20A, 21, 31, 43, 60 | Balokány-liget, Zsolnay porcelángyár, EKF kulturális negyed                                  |
| 12                              | Mohácsi út              | 13       | 2, 2A, 20, 20A, 21, 31, 43, 60, 89 | ATI, Autóklub                                                                                |
| 14                              | Gyárvárosi iskola       | 11       | 2, 2A, 31, 43, 60, 113Y, 114, 115 | Gyárvárosi templom, Szieberth Róbert Általános Iskola és Alapfokú Művészetoktatási Intézmény |
| 16                              | Budai Állomás           | 10       | 2, 2A, 11, 12, 13, 13A, 14, 15, 16, 21, 31, 43, 60, 113, 113Y, 114, 115                                                                | Autóbusz-állomás                                                                             |
| 18                              | Budai vám               | 9        | 2, 11, 12, 31 |                                                                                              |
| 19                              | Meszesi iskola          | 8        | 2, 11, 12, 31 | Budai Városkapu Iskola                                                                       |
| 20                              | Körös utca              | 6        | 2, 11, 12, 31 |                                                                                              |
| 21                              | Meszes                  | 5        | 2, 11, 12, 31 |                                                                                              |
| 22                              | Fehérhegy               | 4        | 2, 11, 12, 31 |                                                                                              |
| 23                              | Bánomi út               | 2        | 11, 12, 31 |                                                                                              |
| 24                              | Ibolya utca             | 1        | 12, 31 |                                                                                              |
| 25                              | Hősök tere végállomás   | 0        | 12, 31 |                                                                                              |

## Forrás, hasznos linkek
- A Tüke Busz Zrt. hivatalos oldala
- A PK Zrt. hivatalos oldala
- Menetrend
- Tüke Busz Zrt. menetrend
- Megnézheti, hol tartanak a 31A buszok
- Pécs 31A járat Hősök-tere felé. YouTube [halott link]
- Pécs 31A járat a Főpályaudvar felé. YouTube [halott link]